# 2008 год в России
Год семьи и Союзом охраны птиц России объявлен годом снегиря. В этом году прошли выборы третьего президента России.

## Январь
- 1 января
  - Срок службы в армии России по призыву сокращён до 12 месяцев. Прекращён призыв офицеров запаса из числа выпускников вузов, окончивших военные кафедры до 2007 года включительно[1][2]
  - Количество субъектов Российской Федерации сократилось с 85 до 84 за счёт включения Усть-Ордынского Бурятского автономного округа в состав Иркутской области (по итогам регионального референдума 2006 года)
- 7 января — В этом году День Православного Рождества в Москве прославился необычным событием: В московском метрополитене Арбатско-Покровская линия(синяя ветка) заработала в качестве полноценного диаметра, движение поездов по этой линии было пущено напрямик от «Щёлковской» до «Молодёжной». Станция «Строгино» заработала во второй половине дня.
- 17 января — Подписано соглашение о безвизовом сообщении между Россией и Израилем

## Февраль
- 16 февраля — Воронежу присвоено почётное звание «Город воинской славы»
- 19—20 февраля — между авиационными ведомствами России и Грузии достигнута договорённость о возобновлении прямого воздушного сообщения, прекращённого в 2006 году[3]
- 21 февраля
  - Саммит СНГ. На саммит собрались президенты всех стран СНГ
  - Владимир Путин в ходе двусторонней встречи с президентом Грузии Михаилом Саакашвили обсудил возможные последствия вступления Грузии в НАТО для российско-грузинских отношений[4]

## Март
- 1 марта — По итогам регионального референдума 2007 года число субъектов России изменилось с 84 на 83 в результате объединения Читинской области и Агинского Бурятского автономного округа в Забайкальский край
- 2 марта — Выборы третьего президента Российской Федерации, победителем которых стал Дмитрий Медведев[5][6]

- 3 марта — Президент России Владимир Путин подписал указ № 295 «О статусе вновь избранного и не вступившего в должность президента Российской Федерации»
- 4 марта — Парламент самопровозглашённой Республики Южная Осетия направил обращение к Генеральному секретарю ООН, президенту России, Совету Федерации и Государственной думе России, главам государств и парламентов стран СНГ и Евросоюза с просьбой о признании независимости Республики Южная Осетия[7]
- 5 марта
  - В Шереметьево после реконструкции открыта вторая взлётно-посадочная полоса[8]
  - Чеченское отделение Союза журналистов России приняло Рамзана Кадырова в свои члены
- 6 марта
  - В связи с заявлениями многих известных журналистов о прекращении их членства в союзе генеральный секретарь Союза журналистов России Игорь Яковенко отменил это решение[9].
  - Патриарх Московский и всея Руси Алексий II награждён премией «Россиянин года»[10]
  - Россия отменила введённые в 1996 году торгово-экономические, финансовые и транспортные санкции в отношении Абхазии. Россия предложила другим странам СНГ также выйти из режима ограничений в отношении Абхазии. Грузия назвала принятое решение провоцированием напряжённости в российско-грузинских отношениях[11].
- 7 марта — Народное собрание самопровозглашённой Республики Абхазия направило обращение Совету Федерации и Государственной думе России с предложением рассмотреть вопрос признания Абхазии как независимого, суверенного государства исходя из того, что «в связи с признанием независимости Косово многими государствами Запада геополитическая ситуация в значительной степени поменялась и сложились благоприятные предпосылки для признания государственной независимости Республики Абхазия»[12]. Аналогичное обращение направлено Генеральному секретарю ООН, главам государств и парламентов СНГ и стран мира
- 8 марта — Визит в Россию канцлера Федеративной Республики Германия Ангелы Меркель[13]
- 19 марта — Запуск в МГУ имени Ломоносова самого мощного в России суперкомпьютера «СКИФ МГУ»[14]

## Апрель
- 15 апреля — На съезде партии «Единая Россия» Владимир Путин избран её председателем[15]

## Май
- 7 мая — Инаугурация третьего президента России Дмитрия Медведева.
- 21 мая — «День йода» в Санкт-Петербурге: в результате прокатившейся по городу волны слухов о якобы произошедшем на Ленинградской АЭС выбросе в атмосферу радиоактивных веществ в аптеках города был раскуплен весь запас йодосодержащих препаратов
- 24 мая
  - Дима Билан выиграл в финале Евровидение 2008[16]. Впервые в истории конкурса победа досталась российскому исполнителю. Дмитрий Губерниев, комментировавший финал на российском телевидении совместно с Ольгой Шелест, в прямом эфире назвал череду успехов России на международной арене «всероссийская пруха» — термин распространился в блогосфере и обсуждался в СМИ[17][18][19], в интервью среди некоторых ведущиз бизнесменов, артистов и общественных деятелей[20]

## Июль
- 25 июля — Арестован мэр Твери Олег Лебедев

## Август
- 8 августа — В зоне южно-осетинского конфликта начались активные боевые действия. Выведен из строя военный грузинский аэродром в Вазиани[21]. Начало войны в Грузии
- 12 августа — Окончание боевых действий, разгром грузинской армии, победа федеральных войск.
- 26 августа — Россия признала независимость Абхазии и Южной Осетии

## Октябрь
- 30 октября — президент Ингушетии Мурат Зязиков отправлен в отставку

## Ноябрь
- 5 ноября — Послание президента РФ Дмитрия Медведева Федеральному Собранию. Президент предложил внести поправки к Конституции России и разместить в Калининградской области в качестве ответных мер ракеты «Искандер-М» в ответ на размещение американских радаров ПРО в Чехии и Польше

## Декабрь
- 18 декабря — Ксения Сухинова завоевала титул «Мисс Мира 2008»
- 31 декабря — Вступили в силу поправки к Конституции России

## В спорте
- 5 мая — Баскетбольный клуб «ЦСКА» (Москва) выиграл Евролигу
- 14 мая — Санкт-Петербургский «Зенит» выиграл Кубок УЕФА 2008
- 18 мая — Сборная России выиграла чемпионат мира по хоккею с шайбой
- 24 мая — звенигородская «Звезда» выиграла Лигу чемпионов ЕГФ
- 26 июня — в полуфинале чемпионата Европы по футболу сборная России проиграла сборной Испании, потеряв право выхода в финал и обеспечив себе третье место и бронзовую медаль. Игра состоялась в Вене на стадионе Эрнст Хаппель[22][23]
- 25 сентября — чемпионат по рукопашному бою между США и Россией

## Умерли
- 3 августа — Александр Солженицын, писатель, драматург, эссеист-публицист, поэт, общественный и политический деятель[24][25]
- 5 декабря — Святейший Патриарх Московский и всея Руси Алексий II[26]